# Беспорядки и столкновения в Бухаре (1910)
Беспорядки и столкновения в Бухаре — произошедшие с 9 по 11 января 1910 года столкновения между шиитами и суннитами в Бухаре. В ходе беспорядков погибло больше тысячи человек.
Бухара являлась столицей Бухарского эмирата — протектората Российской империи, и была мультикультурным городом, где проживали представители различных национальностей и вероисповеданий. Основную часть населения города составляли узбеки и таджики, которые в основном являлись мусульманами-суннитами. В городе также проживала большая диаспора иранцев-шиитов. Отношения между ними были относительно стабильными.
В начале января 1910 года верховный кушбеги Бухары — Мухаммед Астанкул, который по вероисповеданию являлся иранцем-шиитом, разрешил шиитскому населению Бухары открыто проводить обряды «шахсей-вахсей» (Ашура) на улицах города. До этого, бухарские шииты проводили свои религиозные обряды только на территории своих больших кварталов, а также в шиитских мечетях и медресе. Благодаря этому, в городе был относительный мир между шиитским меньшинством и суннитским большинством. Бухара славится своей религиозной терпимостью ко многим религиям и конфессиям, включая к шиизму.
9 января шиитское население Бухары массовым шествием проводило на улицах города свои обряды. Увидев обряды шиитов, суннитские ученики бухарских медресе начали насмехаться над шиитами и провоцировать их. Озлобленные шииты начали нападать на насмехающихся, и в ходе столкновения погиб один молодой учащийся суннитской медресы. Шиитам удалось передать под стражу троих зачинщиков провокации.
Между тем, представители суннитов прибыли в бухарский Арк, где обычно пребывало руководство Бухарского эмирата, и требовали принятия их эмиром. Эмир Бухары — Сеид Абдулахад-хан пребывал не в Бухаре, а в Кармане, в своей любимой резиденции, и первым человеком в Бухаре временно оставался верховный кушбеги (второй человек в государстве) — Мухаммед Астанкул, который являлся шиитом. Суннитские представители потребовали от верховного кушбеги наказания виновных и освобождения троих арестованных суннитов. Мухаммед Астанкул разгневался и выдворил протестующих за пределами Арка. Оскорблённые таким обращением, представители суннитов начали собирать на площади Регистан жителей Бухары, и публично требовать наказания виновных и освобождения арестованных суннитов. В толпе начали произноситься антишиитские высказывания. В ответ на это, верховный кушбеги Астанкул отправил к протестующим своё небольшое войско, которое было укомплектовано шиитами. Войско Астанкула начало разгонять протестующих с площади, и начались ожесточенные столкновения между сторонами. Между тем, на бухарском базаре начались столкновения между суннитами и шиитами. Обе стороны были вооружены подручными средствами и оружием, и в ходе столкновений погибло примерно 240 человек из суннитов. После этого, сунниты рассеялись по всей Бухаре и начали убивать встретившихся им на пути шиитов. Поняв, что ситуация вышла из под контроля, руководство эмирата начала судорожно пытаться выйти из положения. Верховный кушбеги Астанкул обратился за помощью к российскому императорскому политическому агентству в эмирате, которую тогда возглавлял Яков Лютш.
Резня шиитов продолжалась и на следующий день — 10 января, а также 11 января. Шииты сопротивлялись, но сунниты численно превосходили их. В ходе резни погибло большое количество шиитского населения Бухары. 11 января в Бухару из Самарканда и Каттакургана (Туркестанский край) по Среднеазиатской железной дороге под командованием полковника Филиппа Панова прибыла пехотная стрелковая рота с четырьмя пулемётами и военнослужащие уральского 2-го казачьего полка (штаб, 1, 2 и 4-е сотни). Между протестующими и российскими войсками произошло столкновение, и хорошо вооруженные российские солдаты сумели подавить беспорядки. Между тем, весть о беспорядках и столкновениях дошла до Санкт-Петербурга, и министром внутренних дел Российской империи Петром Столыпином в Бухару срочно был отправлен командующий штабом корпуса туркестанской армии — генерал-майор Г. Лилиенталь, для того, чтобы не потерять контроль над протекторатом и держать ситуацию под контролем.
Эмир Сеид Абдулахад-хан в это время пребывал в Кармане, и после этих событий не осмеливался вернуться в Бухару, боясь обострения обстановки, и вместо себя отправил наследника престола — Сеид Алим-хана для встречи генерал-майора Лильенталя и остальных представителей и Санкт-Петербурга и Туркестанского края. Руководство эмирата во главе с наследником престола — Сеид Алим-ханом согласилось встретиться с представителями народа. Протестующие потребовали смещения со своего поста верховного кушбеги — Мухаммеда Астанкула, который являлся шиитом, а также многочисленных высокопоставленных чиновников-шиитов. Руководство эмирата выслушав их требования, сместило верховного кушбеги Мухаммеда Астанкула, а также уволило ряд высокопоставленных чиновников-шиитов, среди которых в том числе были высокопоставленные военачальники-шииты бухарской армии — Сеид Алим и Мираб Алим. В Бухаре был наведён порядок, и 15 января состоялось торжественное примирение между представителями суннитов и шиитов при посредничестве руководства эмирата и российских представителей. Стороны совместно зачитали намаз. После улучшения обстановки, российские войска покинули территорию эмирата и вернулись в места своего базирования в Туркестанском крае. В ходе этих беспорядков и столкновений погибло свыше тысячи человек.
В своей докладной записке 1912 года военному министру Е. К. Михайловский так характеризует данное событие: «должно быть названо падением престижа русских и началом разлагающих проявлений, долженствовавших пошатнуть главные устои Бухарского ханства».